# Košarkaški Klub Cibona
El KK Cibona (Košarkaški Klub Cibona) és un club de bàsquet de la ciutat de Zagreb a Croàcia.

## Història
La Cibona fou fundada el 1946 amb el nom de BC Sloboda (en català: BC Llibertat). Més tard, el 1950 s'anomenà Lokomotiva Zagreb i el 1975 adoptà el nom Cibona, que era el seu patrocinador, una empresa alimentària. Tot un seguit de grans jugadors que es formaren al club el convertiren a la dècada dels 80 en un dels més forts d'Europa, liderats per un dels millors jugadors de tots els temps al continent: Drazen Petrovic. El club guanyà dues Copes d'Europa i dues Recopes. Disputa els seus partits al Drazen Petrovic Basketball Centre amb capacitat per a 5.000 espectadors. Els seus colors són el blau i el blanc.

## Palmarès
- Copa d'Europa
  - Campions (2): 1984–85, 1985–86
- Recopa d'Europa
  - Campions (2): 1981–82, 1986–87
- Copa Korać
  - Campions (1): 1971-72
  - Finalistes (2): 1979–80, 1987–88
- Lliga Adriàtica
  - Campions (1): 2013-14

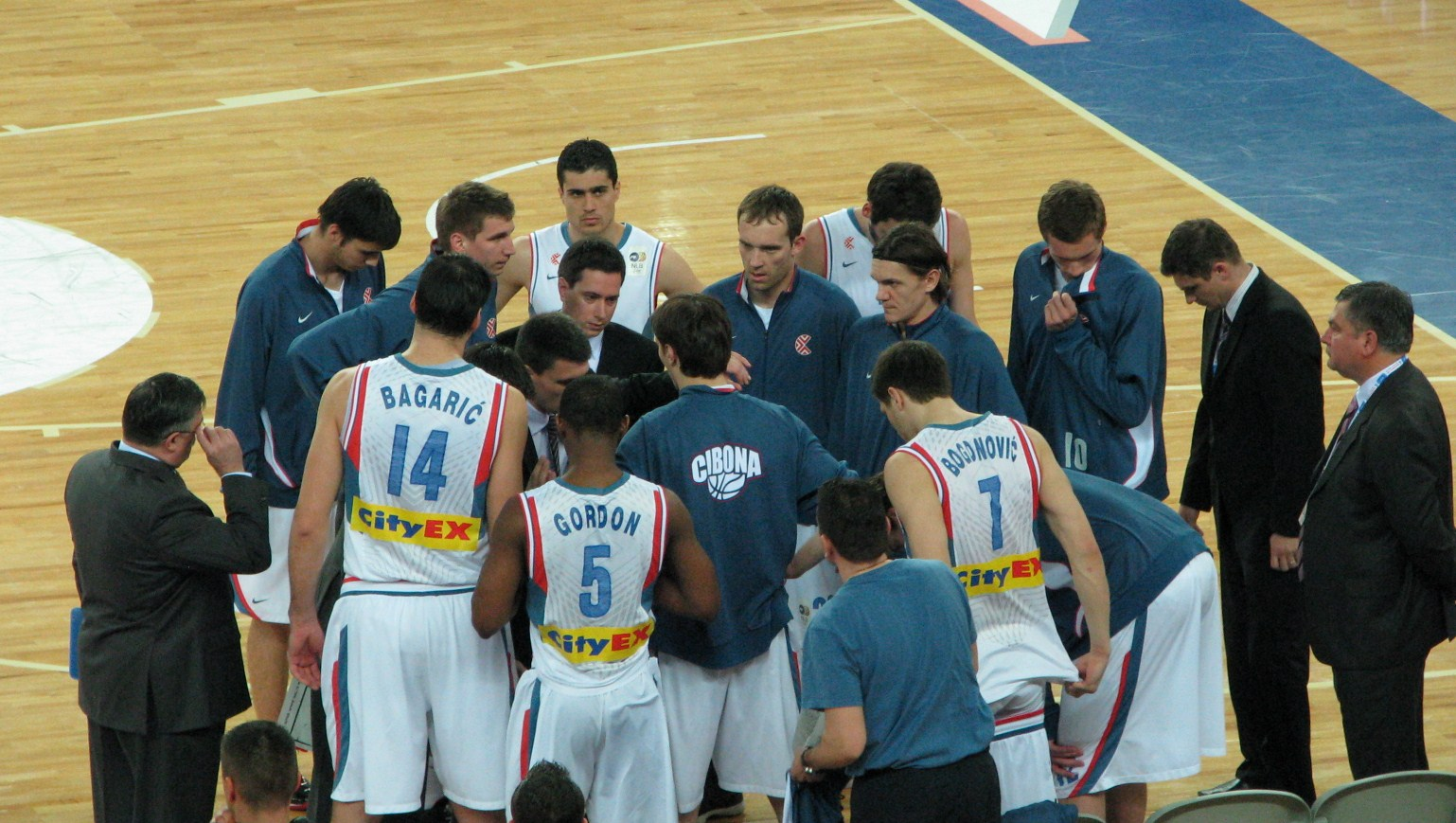
Equip de la Cibona a la final de la Lliga Adriàtica 2009-10.

  - Finalistes (3): 2003–04, 2008–09, 2009–10
- Lliga croata
  - Campions (19): 1991–92, 1992–93, 1993–94, 1994–95, 1995–96, 1996–97, 1997–98, 1998–99, 1999–00, 2000–01, 2001–02, 2003–04, 2005–06, 2006–07, 2008–09, 2009–10, 2011–12, 2012–13, 2018–19
  - Finalistes (7): 2002–03, 2004–05, 2013–14, 2014–15, 2015–16, 2016–17, 2017–18
- Copa croata
  - Campions (7): 1994–95, 1995–96, 1998–99, 2000–01, 2001–02, 2008–09, 2012–13
  - Finalistes (11): 1991–92, 1993–94, 1996–97, 1999–00, 2002–03, 2004–05, 2007–08, 2009–10, 2017–18, 2018–19, 2019-20
- Lliga iugoslava
  - Campions (3): 1981–82, 1983–84, 1984–85
  - Finalistes (4): 1960–1961, 1970–71, 1980–81, 1985–86
- Copa iugoslava
  - Campions (8): 1968–69, 1979–80, 1980–81, 1981–82, 1982–83, 1984–85, 1985–86, 1987–88
  - Finalistes (2): 1971–72, 1990–91

## Jugadors històrics
| - Vladan Alanović - Dražen Anzulović - Franjo Arapović - Dalibor Bagarić - Krešimir Ćosić (Basketball Hall of Fame) - Zoran Čutura - Danko Cvjetićanin - Gordan Giriček - Alan Gregov - Vinko Jelovac - Goran Kalamiza - Branimir Longin - Andro Knego - Vladimir Krstić - Davor Kus - Veljko Mršić - Evgeni Kisurin - Stojko Vranković - Stipe Šarlija - Matej Mamić - Mate Skelin - Marijan Mance - Marino Baždarić | - Tomislav Ružić - Bariša Krasić - Dževad Alihodžić - Davor Marcelić - Josip Vranković - Sandro Nicević - Ivan Grgat - Andrej Štimac - Haris Mujezinović - Rok Stipčević - Bruno Šundov - Marton Bader - Gerald Fitch - Damir Mulaomerović - Aramis Naglić - Mihovil Nakić - Mirko Novosel (Basketball Hall of Fame) - Aleksandar Petrović - Dražen Petrović (Basketball Hall of Fame) - Zoran Planinić - Nikola Plećaš - Marko Popović - Nikola Prkačin | - Dino Rađa - Haris Mujezinović - Zdravko Radulović - Damir Markota - Slaven Rimac - Dario Šarić - Josip Sesar - Marko Tomas - Andrija Žižić - Bojan Bogdanović - Vedran Princ - Boris Džidić - Earl Calloway - Rawle Marshall - Chris Warren - Alan Anderson - Chucky Atkins - Jamont Gordon - Reggie Freeman - Alen Trepalovac - Jared Homan - Alexander Okunsky |

### Números retirats

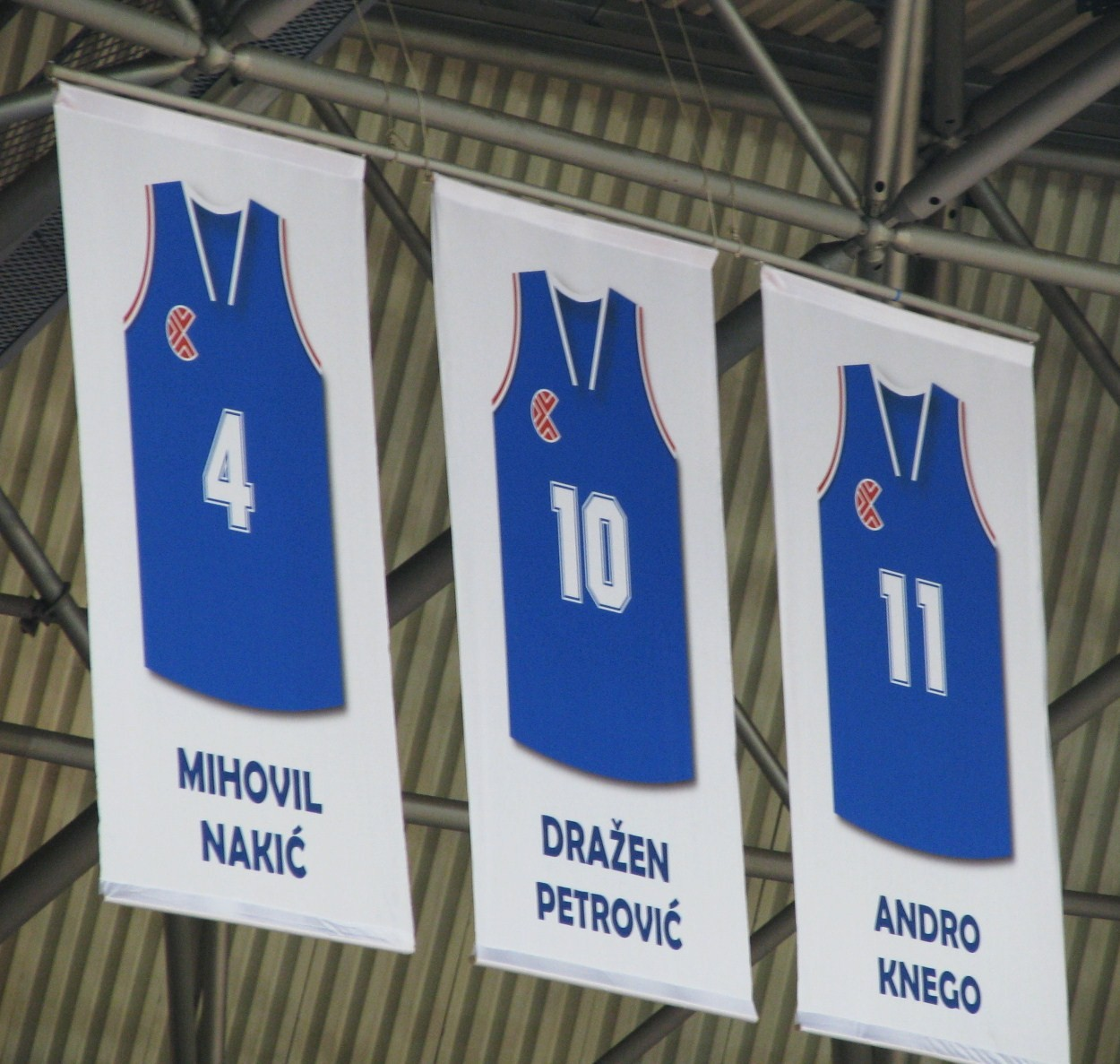
Samarretes retirades de Nakić, D. Petrović i Knego a l'estadi.

- 4 – Mihovil Nakić
- 10 – Dražen Petrović
- 11 – Andro Knego
- 20 – Marin Rozić

## Entrenadors històrics
- Mirko Novosel
- Željko Pavličević